# 儚：恐怖成語故事
《儚：恐怖成語故事》，是台灣小說家林秀赫於2019年鬼月出版的恐怖寫實主義小說。書名「儚」為短暫、虛幻、無常之意，象徵人類永恆的迷惘，共收入100則以成語為篇名的恐怖故事，採用特殊的詩選劇形式，故事的長度錯落不一，最長可達數萬字，最短僅有一行。小說的敘事方式則深受夢境與中國古體小說影響，呈現隨意取材、結構失衡的傾向，以最原始的敘事方式再現夢境。寫作風格揉和恐怖奇幻，懸疑推理，黑色幽默，心理驚悚各種元素，繼承《聊齋誌異》、《閱微草堂筆記》等東亞的恐怖寫實主義傳統，對當下的台灣社會有著強烈的批判。該書入圍了2020年臺灣文學館主辦的臺灣文學金典獎前30名。

## 寫作背景
書中最早的故事寫於2004，少數發表於2015、2016，大部分故事為林秀赫2019年5月到6月間寫於台南台灣文學館內的CHEFFRESH cafe咖啡館，該咖啡館已於2019年12月15日停止營業。

## 收錄故事
書中絕大多數的恐怖故事以成語命名，少數為模仿成語的四字句。

- 皇帝之丘：失去丈夫的妻子與失去妻子的丈夫，偶然因時空重疊，再次重逢。

- 耐人尋味：春節期間，臺北爆發了一場嚴重的屁流感，可怕的疾病透過放屁傳染，沒多久捷運、公車到處都是放著臭屁的病人，死亡率高達20％，數萬人遭到感染。外縣市首長發表聯合聲名，封鎖臺北市所有聯外道路和橋梁，嚴格禁止臺北市民進出，國際也全面停止臺北的班機，正式將整個臺北市「隔離」。臺北封城之後，高中生主角的父親臺大醫院胃腸科主治醫生蔣新華，因努力搶救病患，不幸感染屁流感喪命；曾在和平醫院SARS期間擔任護理師的母親，這天早上到醫院上班前，留下字條，希望停課在家的高中生主角能帶著妹妹想辦法離開臺北。[10]

- 仙風道骨：享譽國際的蝙蝠學者羅盛龍，發現有一種蝙蝠是由人類演化而來，命名為「盧氏蝙蝠」，並與盧氏蝙蝠性交繁衍後代，只為了避免該種蝙蝠滅絕。

- 如法炮製：楊潔兒殺死了偷情對象，為了毀屍滅跡，將死者製成手工肥皂販售，沒想到成為暢銷商品。

- 萬商雲集：高房價的臺灣，擁有豪宅已不算奢華，上流社會開始「曬娃」炫富，逐漸發展為病態的「家有童養媳」炫富競賽。

- 移花接木：器官移植外科主任鄭錦翔，為術後感染的妻子做了多次器官移植手術，不同的器官來自不同的捐贈者，拼裝死者的內臟維持妻子的生命。[11]

- 紅白喜事：阮媽媽最初只是為了記錄女兒靜雅的成長點滴，結果一個摺紙視頻意外走紅，剛進幼兒園的靜雅應母親的要求開始當起網紅。為了滿足母親的拍片需求，阮靜雅小學、中學所有的時間和精力，都用在拍片上，做什麼事都需要與母親「提案」討論，連初戀也被母親作為博取點閱率的題材。最後她找到「極限挑戰」是自己想做、母親允許、觀眾也愛看的項目，常去玩國內外最驚險的遊樂設施，卻因意外撞擊而昏迷，剛好搶救者是歐洲知名的王子，過往二十年影片的點閱率也攀至高峰。往後靜雅的直播依然在每一天的固定時段進行，卻再也沒有人於現實生活中見過靜雅...

- 隔牆有耳：大學生「我」因宿舍的床舖靠窗，害怕窗外有人靠近，因而搬出宿舍獨自在外租房子。某天晚上，「我」躺在床上被吵醒，好奇將耳朵緊貼著牆面，卻聽見來自鄰居女童的遊戲聲。[12]

- 蕉葉覆鹿：創作恐怖繪本的天才少女焦妍，以及插畫家父親焦路德，離婚後遠居加拿大的母親傅女士，嫌疑人葉姓少年，還有追查焦妍失蹤案的網紅偵探鹿先生，美麗市社區管理委員會的鄭主委，全是脫胎自「蕉葉覆鹿」這則古老的寓言。[13]

## 軼事
《儚：恐怖成語故事》出版於2019年8月1日，書中短篇「耐人尋味」提及2023年一場類似SARS的「屁流感」於春節期間在臺灣爆發，導致臺北封城，小說保守估計臺北有三萬人感染屁流感：「疫情的發展以臺灣人口最為稠密的盆地為中心。」小說出版半年後，隔年2020年春節期間，中國爆發2019冠狀病毒病疫情，1月23日武漢成為全球第一個封城的城市。2021年臺灣新冠肺炎疫情急劇惡化，5月15日新增180宗本土個案，萬華就有43例，臺北市與新北市疫情嚴重，成為臺灣首次防疫級別被提升至三級警戒的城市。
臺北市長柯文哲呼籲市民「自動自發封城」。

## 評價
- 2020年臺灣文學館「臺灣文學金典獎」複審評審楊小濱：「林秀赫的《儚》可以看作是現代恐怖版的《聊齋誌異》，或是邪典電影類型的文字版。這部以100則成語拼貼而成的100則故事集匯聚了各類驚悚、怪異、奇詭的短篇或極短篇，或是靈異事件，或是人間事故，或是科幻奇想，可謂眼花繚亂，五花八門。按作者本人的說法，《儚》這個標題突出了『短暫，虛幻，無常之意』，是一本『惡夢之書』。正是『惡夢』的特徵，構成了這部小說的關鍵詞：『夢』的真假難辨與跳脫失序，『惡』的血腥變態與駭人恐怖。從這些篇章裡，我們可以察覺到，一方面是志怪小說的傳統，另一方面是20世紀西方現代主義文學和藝術（在精神分析學說影響下）對無意識與夢的興趣。但林秀赫的語言始終保持著平淡甚至隨意的樣態，與令人訝異的事件產生了張力。此外，《儚》的每一篇章也是對列為標題的那些成語的重新書寫，體現出對於文學傳統的解構式與創造式的回應。」[19]
- 2019年度《臺灣出版與閱讀》出版社選書。[20]
- 林秀赫不專寫鬼氣森森的恐怖類型小說，反而更類近村上春樹的短篇小說集《東京奇譚集》，以都市日常為創作背景，暗渡黑色幽默與生活感觸的怪誕故事，一篇即是一格瞄準大千世界某角落的貓眼，附眼觀看，得一齣齣幻燈片般的「奇妙百物語」。[21]
- 美國科幻、怪奇小說家洛夫克拉夫特（Lovecraft）曾說：「人類最古老而強烈的情緒，便是恐懼；而最古老最強烈的恐懼，便是對未知的恐懼。」作家林秀赫近期出版的《儚：恐怖成語故事》正是成功抓住這股古老而強烈的情緒力量，故事情節卻因他的奇思狂想澆灌，以及巧心佈局安排，挑戰讀者們對恐懼的極限，彷彿帶領大家身歷其境，堪比為文學版《愛x死x機器人》。[22]
- 承襲中國古典筆記小說的概念，秀赫這部作品有向《閱微草堂筆記》、《聊齋》致敬的意味。加入作者自己光怪陸離的夢境元素，援用生活周遭令人百思不得其解的怪異行徑，故事更用黑色幽默的方式，表現作者幽微的社會批判。讀者可在每個故事中，看見人類社會中不斷出現的各種問題。[23]
- 書中短篇〈蕉葉覆鹿〉構想來自《列子》周穆王篇的一則寓言，故事的主要人物都在追查真相的過程中，陷入了真實（生活/刑案/真相）與虛構（夢境/謊言/創作）交錯的混亂世界當中。是否一切虛構皆起源於人們無法承受現實，只好以各種「假/假設」來說服自己；又或者現實生活中發生的不幸，正是人們最想忘掉的夢境？[24]